# Хайнер, Герберт
Герберт Хайнер (нем. Herbert Hainer, родился 3 июля 1954 года в Дингольфинге, Германия) — немецкий топ-менеджер и спортивный чиновник. С 2001 по 2016 год был генеральным директором Adidas AG.
В ноябре 2019 года избран президентом ФК Бавария Мюнхен, сменив Ули Хенесса.

## Биография
Прежде чем начать изучать бизнес-администрирование в Университете прикладных наук Ландсхута, Хайнер работал в семейной мясной лавке. Закончив учёбу открыл собственный бар.
Его мечтой было стать профессиональным футболистом. Он перешел в футбольный клуб «Оттеринг», играющий в районной лиге и который однажды пробился в первый раунд Кубка Германии по футболу 1980/81. Когда Хайнер понял, что не сможет достичь своей цели играть в профессиональный футбол, покинул клуб. В 1979 году стал менеджером по маркетингу в немецком поздразделении Procter & Gamble. В 1987 году перешел в Adidas и начинал как менеджер по продажам сумок, ракеток и мячей. Занимал различные руководящие должности, прежде чем в 1997 году вошел в правление и назначен заместителем председателя в 1999-м, а в марте 2001 года стал генеральным директором Adidas AG.
С 2001 по 2016 год Герберт Хайнер был генеральным директором и председателем правления Adidas AG.
Герберт Хайнер является членом наблюдательных советов Bayerische Versicherungsbank и Lufthansa, также входит в совет директоров консалтинговой компании Accenture. До 2011 года был членом наблюдательного совета Engelhorn. Является председателем наблюдательного совета FC Bayern München AG.
30 сентября 2016 года покинул правление Adidas AG. Новым главой стал Каспер Рорстед, ушедший с поста генерального директора Henkel.
29 августа 2019 года Ули Хенесс объявил, что больше не будет баллотироваться на выборах президента ФК Бавария Мюнхен. В ноябре того же года совет клуба единогласно предложил Герберта Хайнера в качестве кандидата на пост президента. На общем годовом собрании 15 ноября 2019 года он был избран новым президентом клуба.

## Личная жизнь
Герберт Хайнер женат, имеет дочь. Живёт с семьей в Херцогенаурахе, Франкония.
Его брат Вальтер Хайнер был профессиональным футболистом в Мюнхен 1860, за который он сыграл три матча в Бундеслиге.